# Макова
Макова (пол. Makowa) — село в Польщі, у гміні Фредрополь Перемишльського повіту Підкарпатського воєводства, у межах етнічної української території Надсяння.
Населення — 308 осіб (2011).

## Географія
Розташоване за 10 км на південний захід від Фредрополя, за 19 км на південний захід від повітового центру Перемишля, за 66 км на південний схід від воєводського центру Ряшева і за 4 км від польсько-українського кордону. Село лежить уздовж потоків Макова і Турниця — правих приток Вігору.

## Історія
У 1464 р. перемиський підкоморій і староста Миколай з Конецполя затвердив князівство (війтування) Еліаша Волоха в селі Макова. В 1578 р. король Стефан Баторій встановив для підданих сіл Макова, Ліщини, Ямна і Тисова панщини 1 день від півлану і 2 дні від лану. До 1772 р. село належало до королівських володінь Перемишльського староства Руського воєводства Королівства Польського.
У 1772 році після першого розподілу Польщі ввійшло до провінції Королівство Галичини та Володимирії імперії Габсбургів, у 1787 р. в селі заснована німецька колонія. В 1880 р. було 223 мешканці в колонії та 385 жителів у селі (з них 300 греко-католиків і 8 римо-католиків), працював водяний тартак, село належало до Добромильського повіту.
Після розпаду Австро-Угорщини і утворення 1 листопада 1918 р. Західноукраїнської Народної Республіки це переважно населене українцями село Надсяння було окуповане Польщею. На 1.01.1939 в селі Макова Рустикальна було 550 мешканців (з них 430 українців-грекокатоликів, 60 українців-римокатоликів, 5 поляків, 30 євреїв і 25 німців), а у колонії Макова 310 мешканців (з них 90 українців, 20 поляків і 200 німців). Село входило до ґміни Риботиче Добромильського повіту Львівського воєводства.
Після початку Другої світової війни 13 вересня 1939 року війська Третього Рейху увійшли в село, та після вторгнення СРСР до Польщі 27 вересня увійшли радянські війська і Макова, що знаходиться на правому, східному березі Сяну, разом з іншими навколишніми селами відійшла до СРСР та ввійшла до складу утвореної 27 листопада 1939 року Дрогобицької області УРСР (обласний центр — місто Дрогобич). Німців у 1940 р. виселили до Вартеґав за програмою Додому в Рейх.
З початком німецько-радянської війни 27 червня 1941 року село було зайняте військами вермахту. В кінці липня 1944 року село було зайняте Червоною Армією. Від 13 серпня 1944 почалася примусова мобілізація українців до Червоної Армії.
В березні 1945 року Макову, як і весь Бірчанський район з районним центром Бірча, Ліськівський район з районним центром Лісько та західна частина Перемишльського району включно з містом Перемишль зі складу Дрогобицької області передано Польщі. Після цього було здійснено етноцид українців — виселення українців у СРСР та на ті території в західній та північній частині польської держави (так звані повернені території), що до 1945 належали Німеччині (операція Вісла).
У 1975—1998 роках село належало до Перемишльського воєводства.

### Церква
Парафія в селі заснована в 1410 р.
Дерев'яна церква Собору св. Івана Хрестителя збудована в 1879, була парафіяльною, належала до Добромильського деканату Перемишльської єпархії УГКЦ. Церква зруйнована після виселення українців. В селі також був греко-католицький цвинтар.

## Демографія
- 1785 — 305 греко-католиків, 95 римо-католиків, 10 юдеїв
- 1840 — 251 греко-католик
- 1859 — 280 греко-католиків
- 1879 — 266 греко-католиків
- 1899 — 302 греко-католики
- 1926 — 461 греко-католик
- 1938 — 595 греко-католиків, 485 римо-католиків (у тому числі 248 німців), 42 юдеї

Демографічна структура станом на 31 березня 2011 року:
|          | Загалом | Допрацездатний вік | Працездатний вік | Постпрацездатний вік |
| -------- | ------- | ------------------ | ---------------- | -------------------- |
| Чоловіки | 162     | 30                 | 118              | 14                   |
| Жінки    | 146     | 26                 | 87               | 33                   |
| Разом    | 308     | 56                 | 205              | 47                   |

## Люди
- Ярослав Федишин — український учений, педагог[6]